# Beljow
Beljow (russisch Белёв) ist eine Stadt in der Oblast Tula, Russland, am linken Flussufer der Oka. Die Stadt hat 13.918 Einwohner (Stand 14. Oktober 2010).

## Geschichte
Wie viele andere Städte an der Oka wurde Beljow das erste Mal in eine Chronik 1147 erwähnt. Nach dem Verschwinden des Fürstentums Tschernigow nach der Mongolischen Invasion Russlands wurde Beljow der Sitz der lokalen fürstlichen Dynastie. Die Prinzen von Beljow schwankten zwischen dem Großfürstentum Litauen und Großfürstentum Moskau, bis sie zu letzterem zogen. Die Stadt besitzt eine der ältesten Kirchen der Oblast Tula.

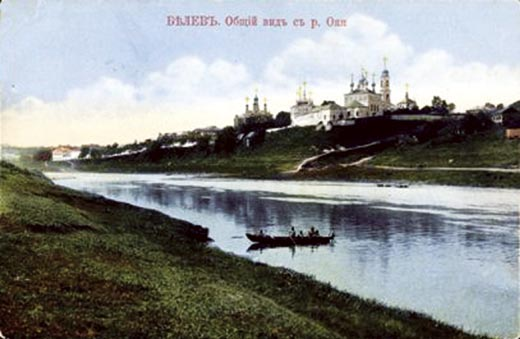
Beljow Anfang des 20. Jahrhunderts
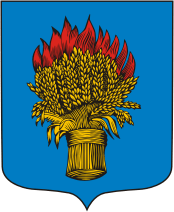
Wappen 1778
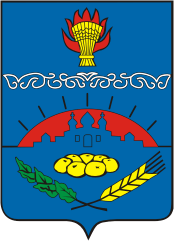
Wappen 1990

### Bevölkerungsentwicklung
| Jahr | Einwohner |
| ---- | --------- |
| 1897 | 9.562     |
| 1939 | 17.602    |
| 1959 | 17.153    |
| 1970 | 17.733    |
| 1979 | 17.971    |
| 1989 | 18.345    |
| 2002 | 16.083    |
| 2010 | 13.918    |
| 2018 | 13.180    |

Anmerkung: Volkszählungsdaten

## Persönlichkeiten
- Elisabeth Alexejewna (1779–1826), geb. Luise Marie Auguste Prinzessin von Baden, Gemahlin des Zaren Alexander I.
- Sinaida Hippius (1869–1945), russische Lyrikerin und Buchautorin
- Oleg Tolstikow (1905–1971), sowjetisch-russischer Generaloberst
- Alexei Ossipow (* 1938), orthodoxer Theologe und emeritierter Professor der Moskauer Geistlichen Akademie
- Jewgeni Wyssozki (1947–2011), russischer Generaloberst

Der russische Dichter und Übersetzer Wassili Schukowski wurde in Mischenskoje nahe Beljow geboren.